# Opus (tecknad serie)
Opus är en tecknad serie av Berke Breathed som handlar om pingvinen Opus och hans kompisar. I Sverige har namnet Opus både använts på strippserien som i original heter Bloom County och publicerades mellan 1980 och 1989 och på uppföljaren som även i original går under namnet Opus och sedan 2003 publiceras som söndagsserie.
Båda serierna har i Sverige publicerats i serietidningen Larson!.